# Димитар Попов
Димитар Николајев Попов (буг. Димитър Николаев Попов; 27. фебруар 1970) бивши је бугарски фудбалер. Играо је на позицији голмана.

## Каријера
Играо је за Левски (Софија), Ботев (Пловдив), Спартак (Пловдив), ЦСКА, Марицу (Пловдив), Локомотиву (Софија), Спартак (Варна) и Ел Пасо (САД). Освајач националног купа 1991. са Левским, вицешампион 1989. и 1992. Одиграо је четири утакмице у европским клупским такмичењима (1 за Левски у КПК и 2 за Ботев и 1 за Левски у Купу УЕФА). За репрезентацију Бугарске бранио је на 14 утакмица. Био је у саставу репрезентације на Европском првенству 1996. године.
У јесен 2004. завршио је курсеве за суђење у САД, а од почетка 2005. године руководи утакмицама за тимове млађих категорија у држави Калифорнији, САД. Одвојено, ради и у приватној школи фудбала.

## Успеси
Левски Софија
- Куп Бугарске (2): 1990/91, 1991/92.